# Fokwiek

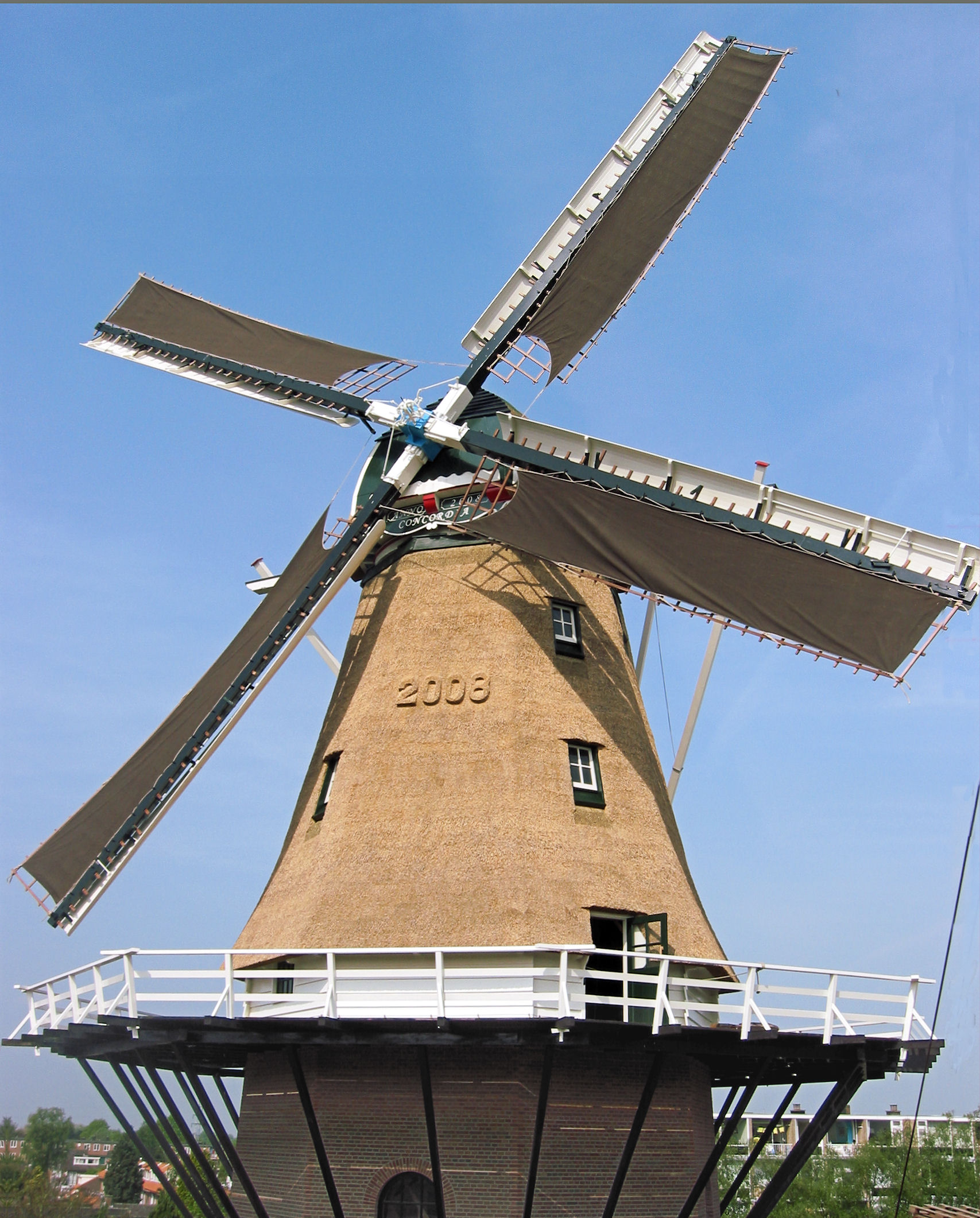
Molen met fokwieken en gesloten remkleppen

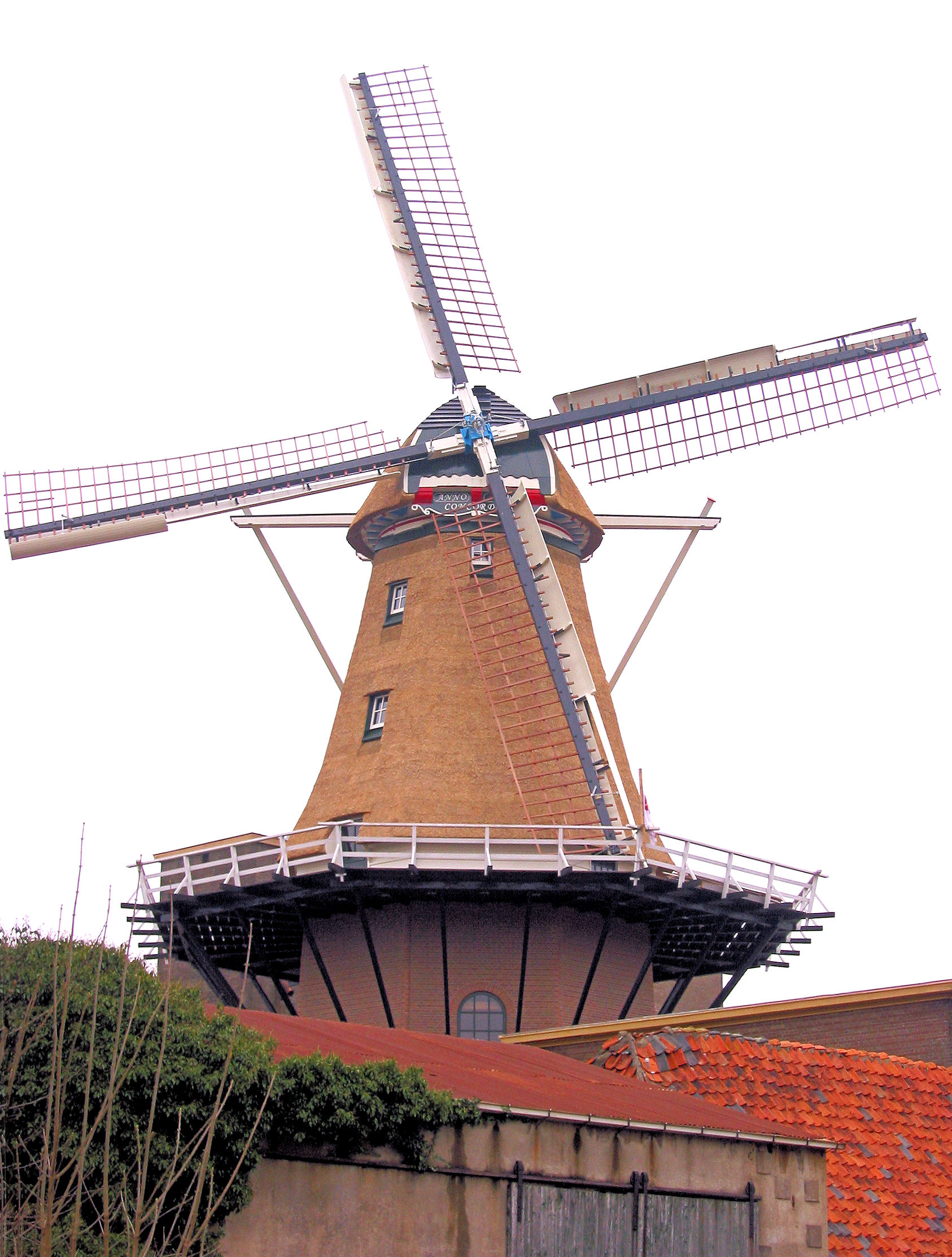
Molen met fokwieken en open remkleppen

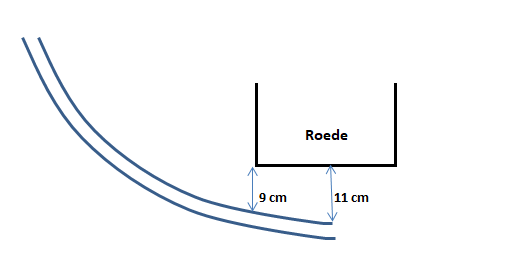
Spleet fokwiek Tolhuys Coornmolen

De fokwiek is een verbetering van het gevlucht van een windmolen, bedoeld om meer rendement te krijgen. Bij dit systeem, ontwikkeld door ir. P.L. Fauël uit Wassenaar (Geb. 8-11-1891 - † 3-6-1993), zijn de voorzoom, de windborden en de bordschroot van het Oudhollandse gevlucht vervangen door een houten voorzoom met een vleugelvormig profiel, de fok. Fauël experimenteerde in 1933 op molen Den Arend in Bergambacht door aan twee wieken de fokzeilen van een boot te hangen. Eerst wilde de molen vanwege te weinig wind niet draaien, maar na het aanbrengen van de fokzeilen lukte het om met weinig wind te malen. Nadat Fauël door de oorlog zonder werk kwam te zitten, bracht hij zijn systeem in 1946 in de praktijk (de eerste molen die fokken kreeg was De Vooruitgang in Oeffelt).
Bij fokwieken ligt het zeil meestal aan de voorkant achter de zeilklampen.

## Constructie
Op elke wiek zitten (aanvankelijk met stroppen, later met bouten) een zes à zevental hoekijzers, die onder een bepaalde hoek wat schuin naar voren gericht staan, verder oplopend naar de as toe. Aan elk hoekijzer zit een houten schenkel bevestigd, dit vormt samen de fokstoel. De schenkel is aan de voorzijde recht en aan de achterzijde gebogen volgens het enkel- of tweestraalsprofiel dat de fok moet krijgen. Op deze gebogen achterzijde zitten ten slotte ca. 7 cm brede houten schroten geschroefd, hol/bol geschaafd en met messing en groef. Deze vormen de fok. De schroten zijn van bv. grenen, vuren, redwood en tegenwoordig meestal red cedar gemaakt. De breedte van de fok vanaf de roe is 580 mm.
Vanwege de schaarste aan materialen na de oorlog, werd er voor het regelbordsysteem, de zgn. regulateur, gebruikgemaakt van voorhanden zijnde materialen: o.a. fietstrappers voor de hefbomen en (tot 1962) voor de koppelstangen spoorstangen met kogelgewrichten uit de sloop van oude auto's.

### Spleetgrootte
In cm.
| naam molen                  | enkel- dubbelstraals | spleet midden achter de roe bij askop | spleet bij begin roe bij de askop | spleet midden achter de roe bij roetip | spleet bij begin roe bij de roetip |
| Wieksystemen van G.J. Pouw  | enkelstraals         | ..                                    | ..                                | 10,5                                   | 7,5                                |
| Wieksystemen van G.J. Pouw  | dubbelstraals        | ..                                    | ..                                | 9                                      | 7,5                                |
| Borgelinkmolen              | dubbelstraals        | ..                                    | ..                                | 10,5                                   | 9,5                                |
| Concordia (Ede)             | dubbelstraals        | ..                                    | ..                                | 18,5                                   | 15                                 |
| D'Admiraal                  | enkelstraals         | ..                                    | ..                                | 14                                     | 12                                 |
| De Hoop (Harderwijk)        | dubbelstraals        | 19                                    | 13                                | ..                                     | 12                                 |
| De Korenbloem (Haaksbergen) | enkelstraals         | 18                                    | 15                                | ..                                     | ..                                 |
| De Onrust (Muiderberg)      | dubbelstraals        | 15                                    | ..                                | 12                                     | ..                                 |
| Tolhuys Coornmolen          | dubbelstraals        | ..                                    | ..                                | 11                                     | 9                                  |

## Werking
De wind blaast tegen de holle kant van de fok en gaat door een spleet aan de achterkant van de fok, waardoor er een onderdruk achter het zeil ontstaat. De fokspleet van de tweestraals fok bij de Tolhuys Coornmolen waar de roe begint is 9 cm en middenachter de roe 11 cm. In het boek wieksystemen van G.J. Pouw wordt uitgegaan van 7,5 cm i.p.v. 9 cm bij zowel eenstraals- als tweestraalsprofiel. Bij het eenstraalsprofiel is de opening achter het midden van de roe kleiner dan bij het tweestraalsprofiel. Door de spleet wordt de wind efficiënter gebruikt en is er een grote trekkracht. Dit is vooral belangrijk bij weinig wind. Fauël liet bij korenmolens waar hij zijn systeem liet aanbrengen meestal voorzien van regelborden. Bij het systeem Dekker en Van Bussel was namelijk gebleken dat de molens er wel eerder door aanliepen, maar ook onregelmatiger gingen lopen, wat bij het malen lastig is. De regelborden in de fokwiek moesten dus de snelheid van de molen regelen. Aanvankelijk hadden de fokken een profiel met één straal; begin jaren 60 kwamen er ook fokken met een tweestralenprofiel (cirkelbogen). Dit was een idee van I.J. de Kramer. Een fokwiek met één straal geeft ongeveer 10% meer rendement van de wind en die met twee stralen ongeveer 19%. De rijlat moet raak liggen op de rand van de fok, want dan gaat de luchtstroom parallel aan het zeil stromen en treedt er geen zeilslag op.
Bij molens zonder regelborden zijn er andere uitvoeringen om de molen bij harde wind langzamer te doen lopen. Zo zijn er molens die uitneembare borden in de fokken hebben, die eruit genomen kunnen worden als de molen te hard gaat of als stormbeveiliging. Bij sommige molens zitten zeilklampen achter op de fok, zodat men, als het te hard gaat, de zeilen achter de fok kan gooien, waardoor men de stroomlijn verstoort en de molen minder hard gaat. Bij De Wachter draait de onderste helft van de gehele fok en werkt zo als regelbord.

## Regelborden
De regelborden, ook wel remkleppen genoemd, kunnen bediend worden door middel van een spin en doorboorde as of door een van tevoren in te stellen veerspanning. Dit laatste komt o.a. voor op Het Hert in Putten en is de meest algemene uitvoering. Ook zijn er enkele molens waar de kleppen met de hand vooraf ingesteld moeten worden (bij stilstaande molen).
Bij de Bolwerksmolen, d'Heesterboom, molen d'Admiraal en de Hofwegensemolen heeft de fok steekborden.

## Speciale uitvoeringen
Molen  De Koe in Ermelo heeft fokwieken waarbij de roeden een ronde opzetneus hebben gekregen.

## Fotogalerij

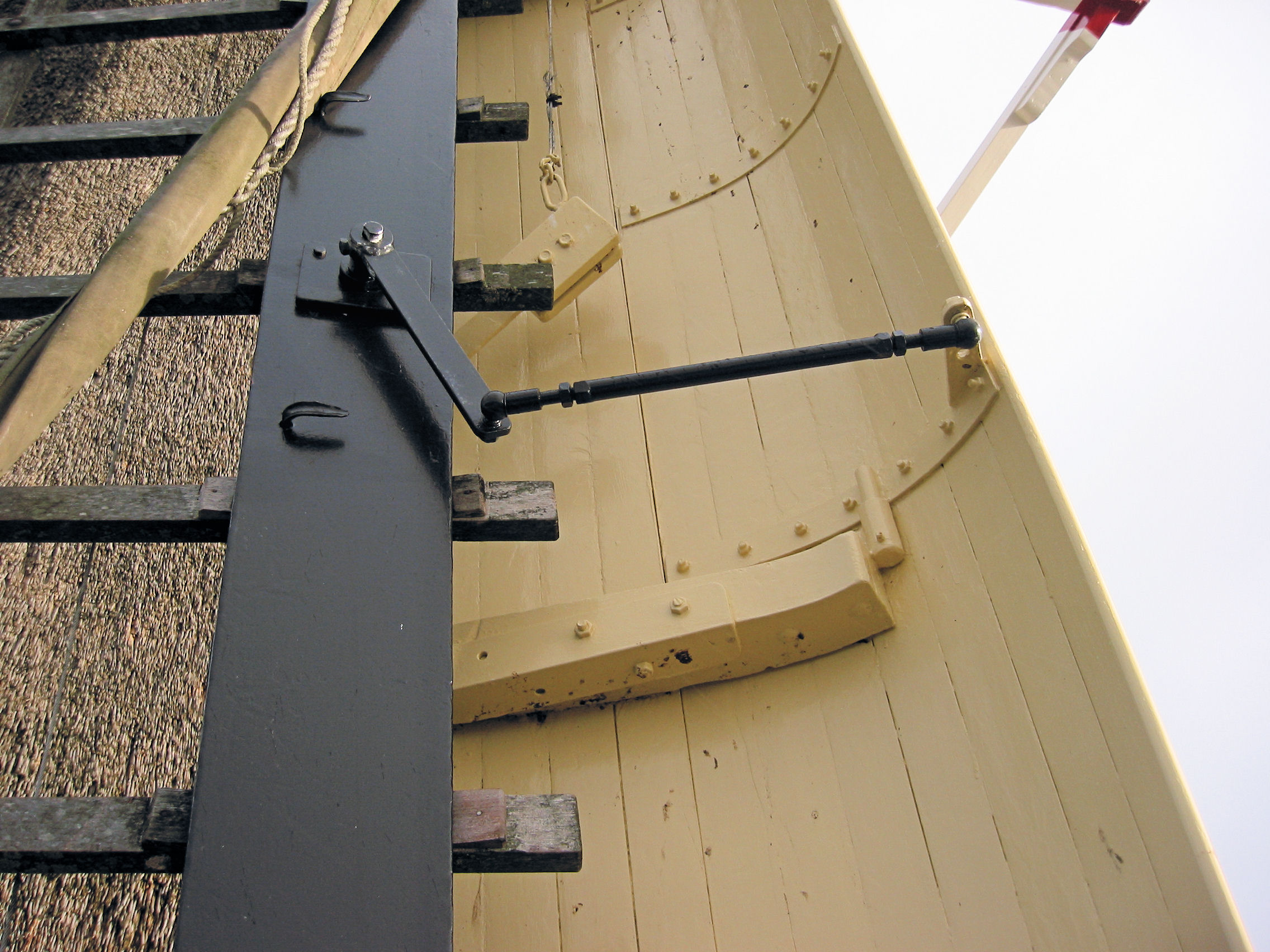
Detail van remklep van fokwiek
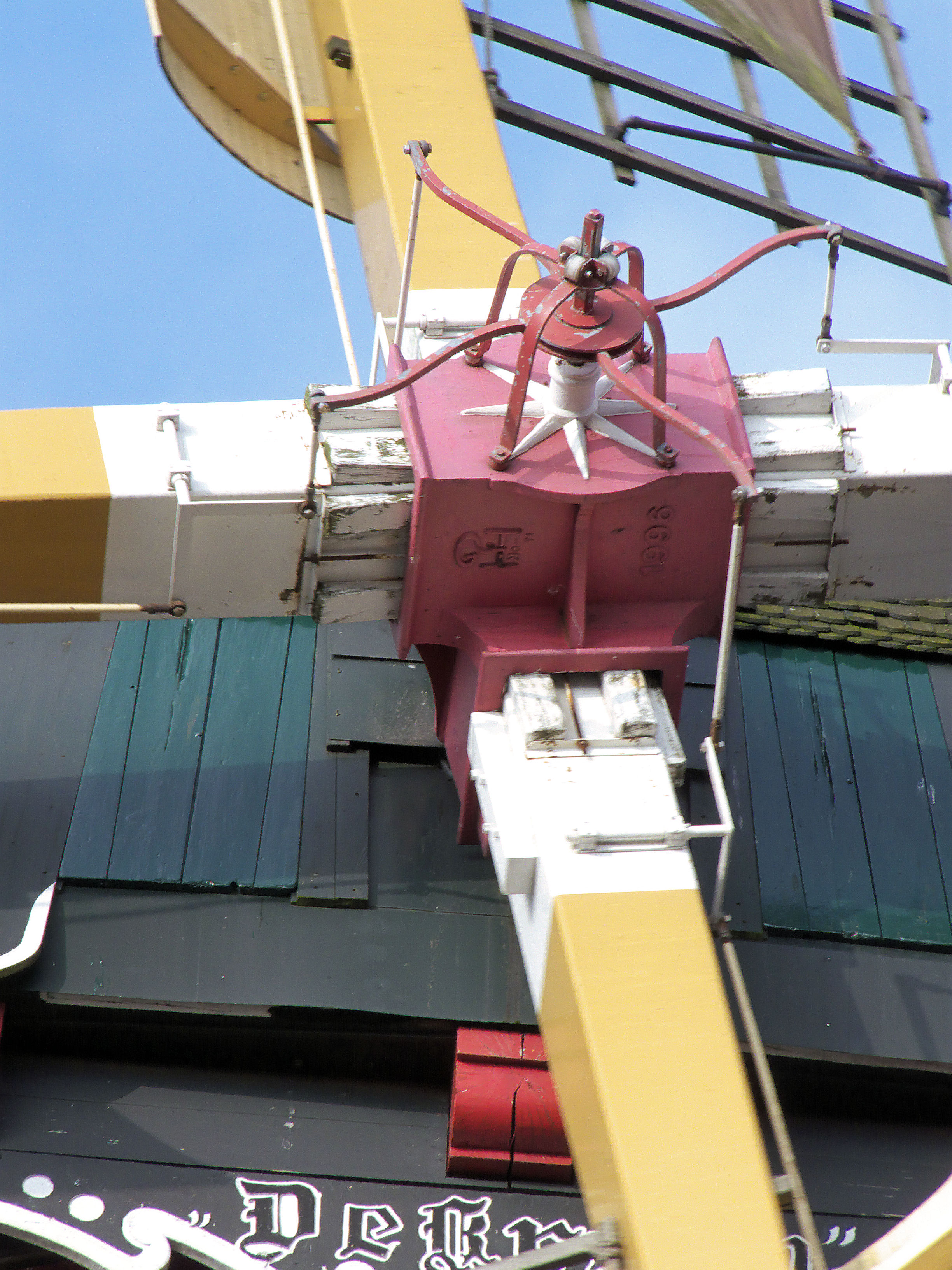
Spin
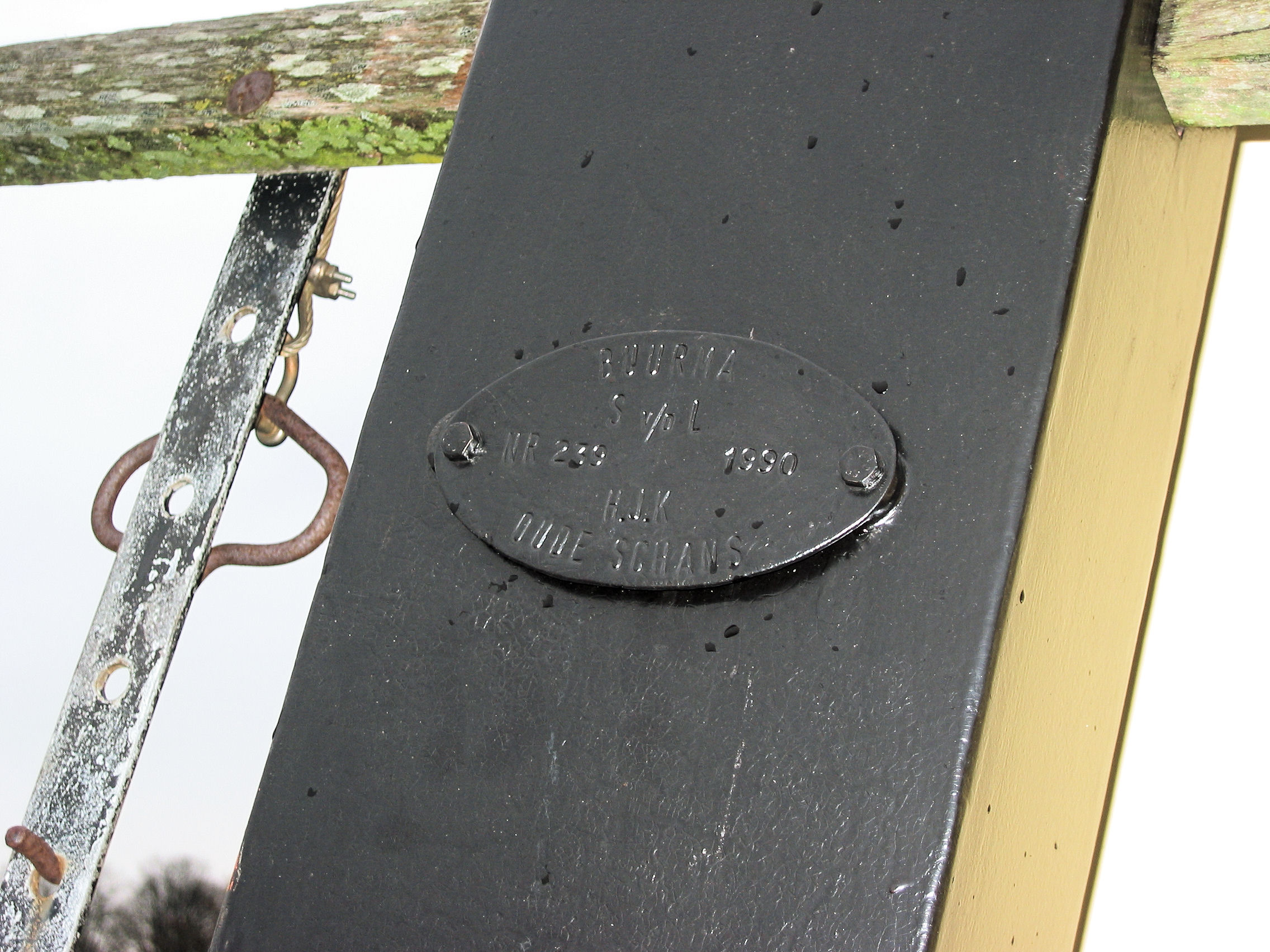
Aan de linkerkant van de roe een ijzeren strip met gaatjes voor het instellen van de remklep
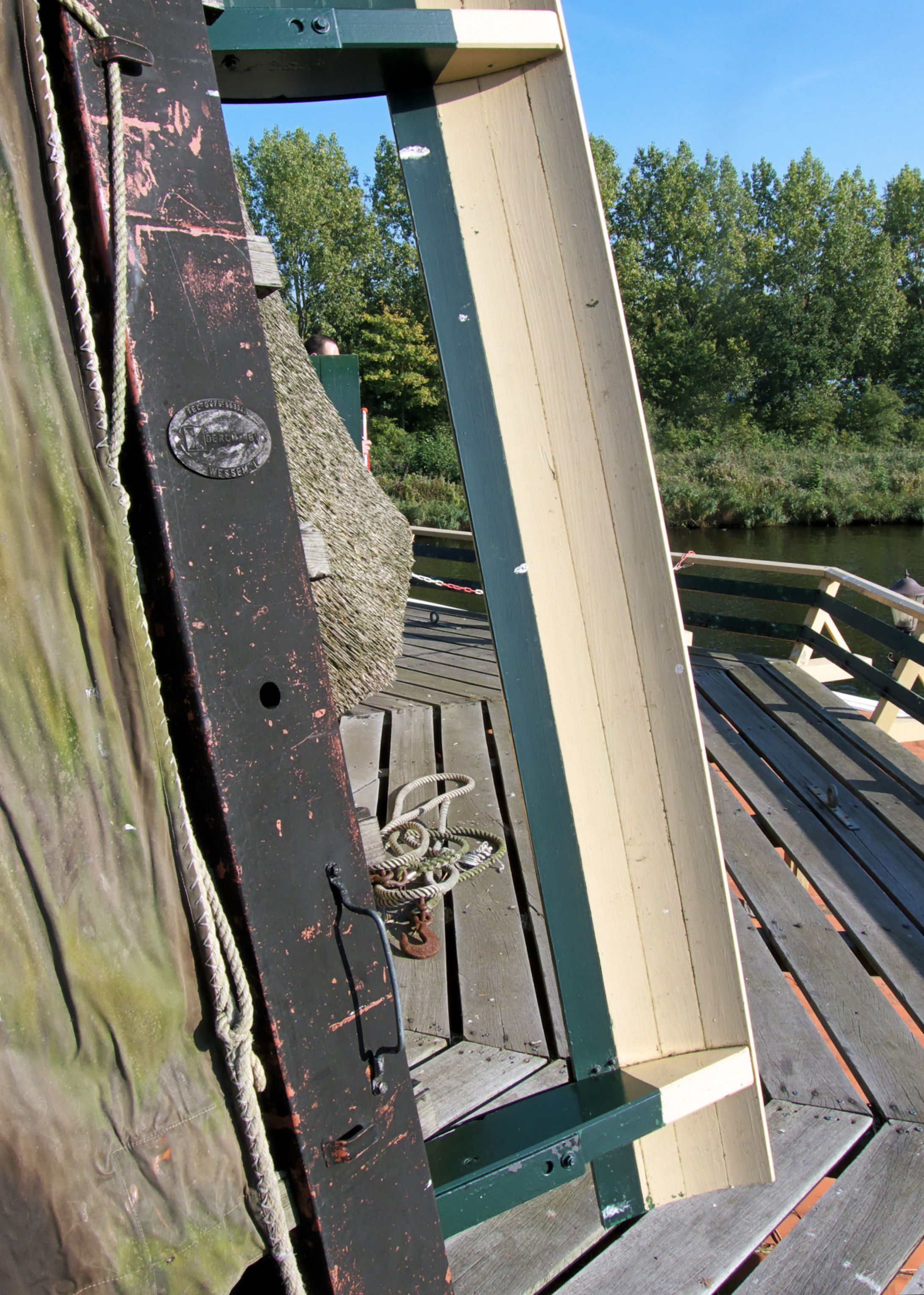
Fokwiek met uitgenomen steekbord van Molen d'Admiraal
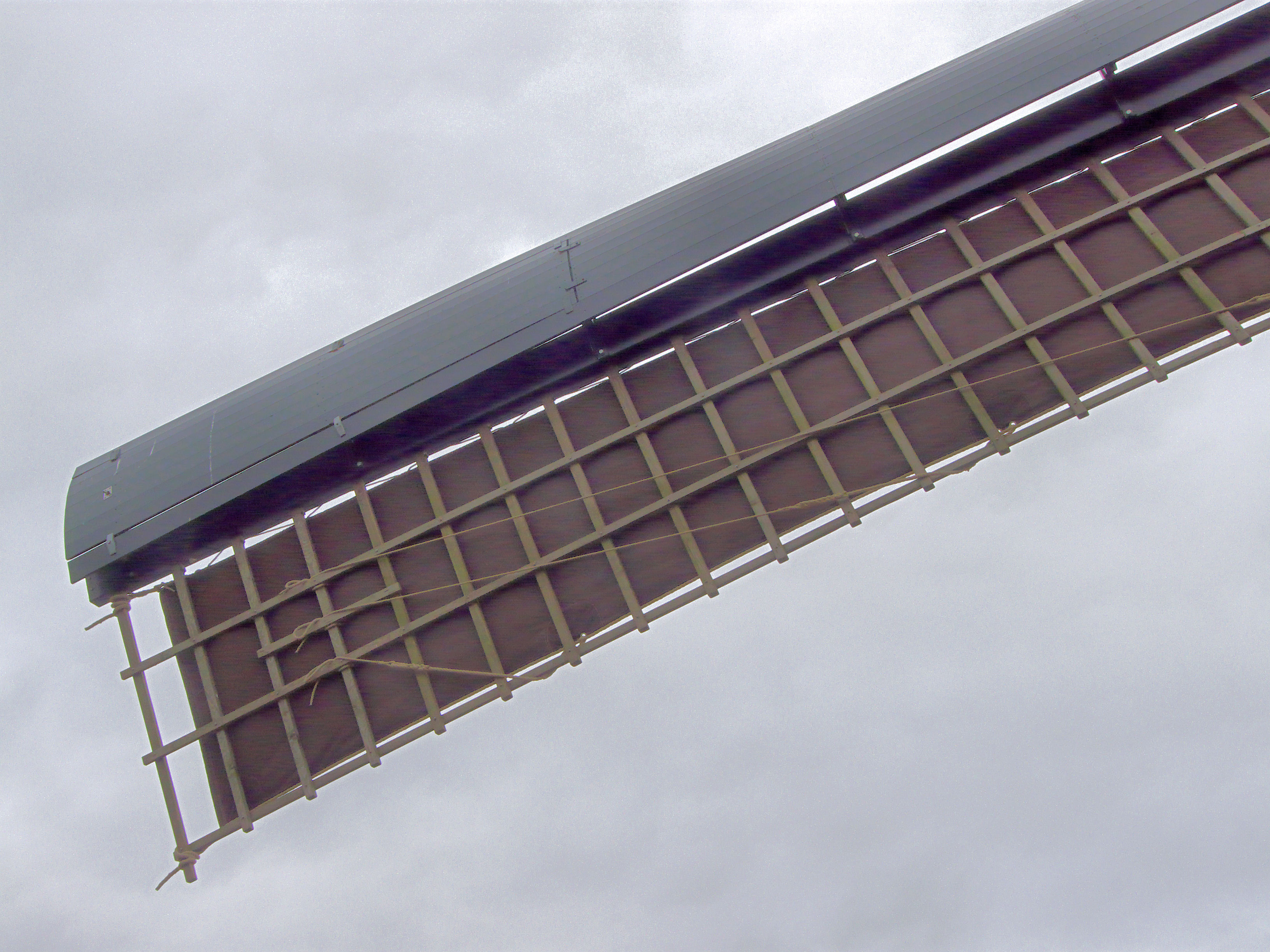
Steekbord bij de Bolwerksmolen
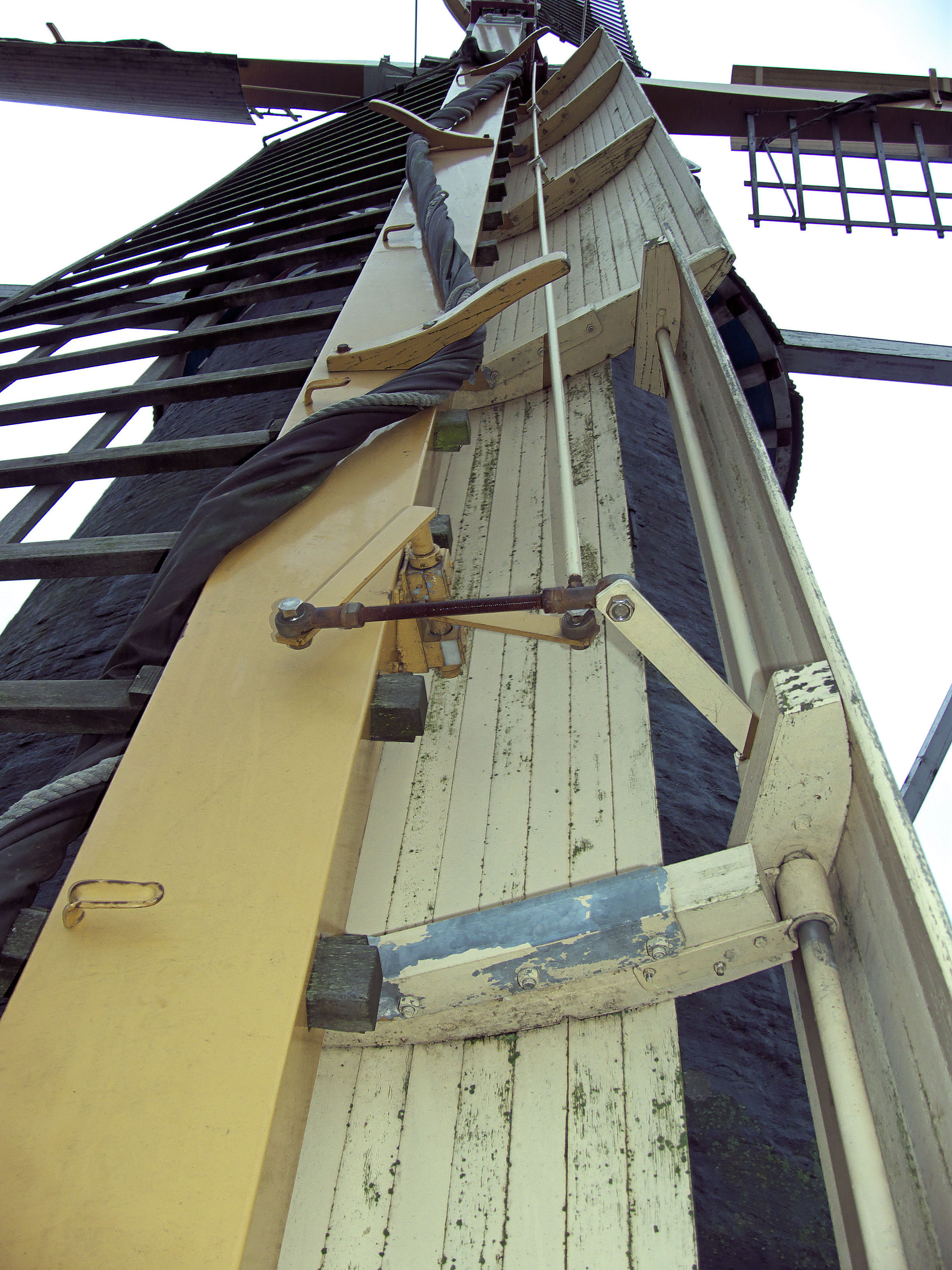
Opgerold zeil achter de zeilklampen bij een fokwiek
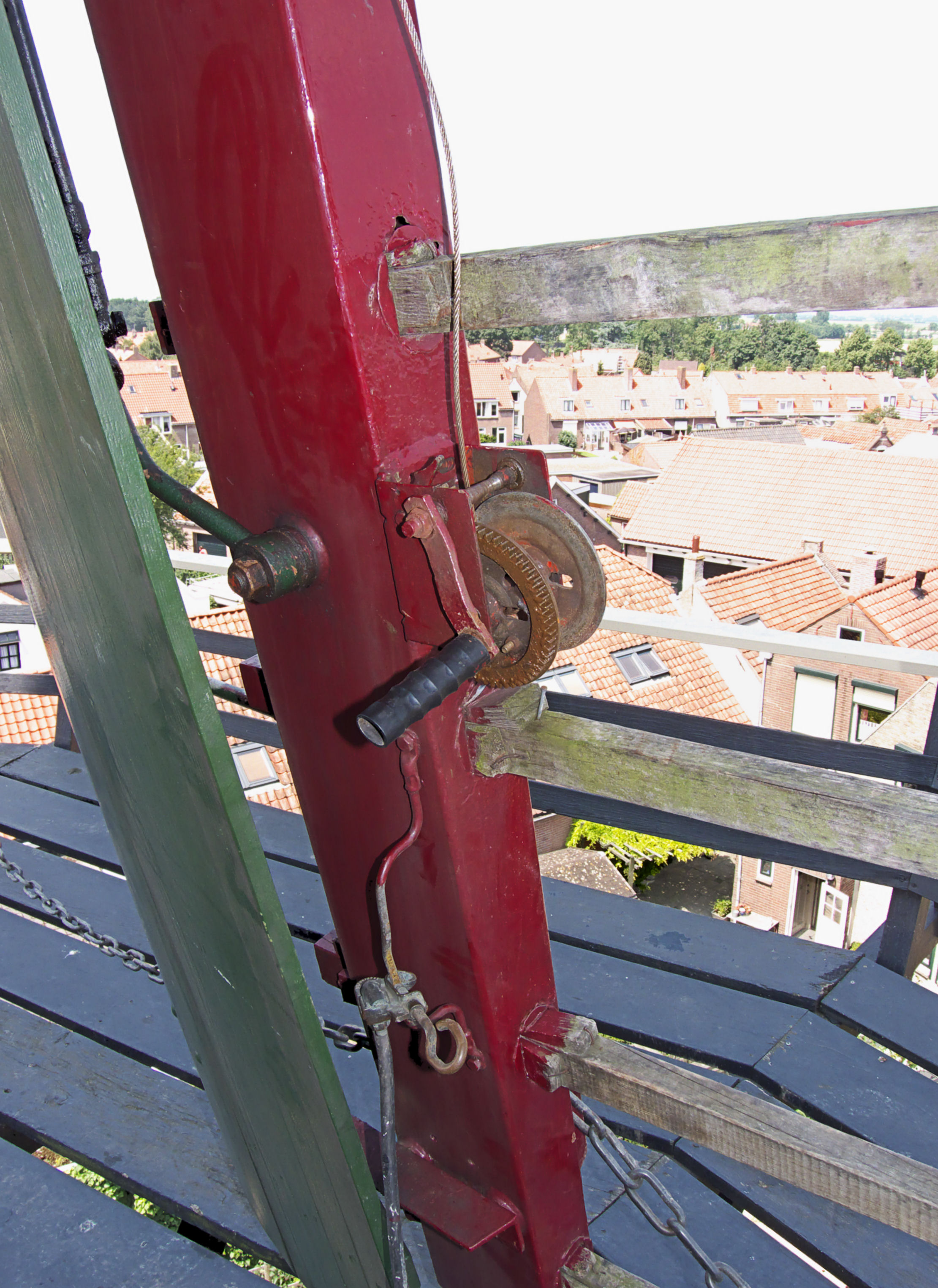
Liertje voor het instellen van moment waarop de remkleppen geopend worden
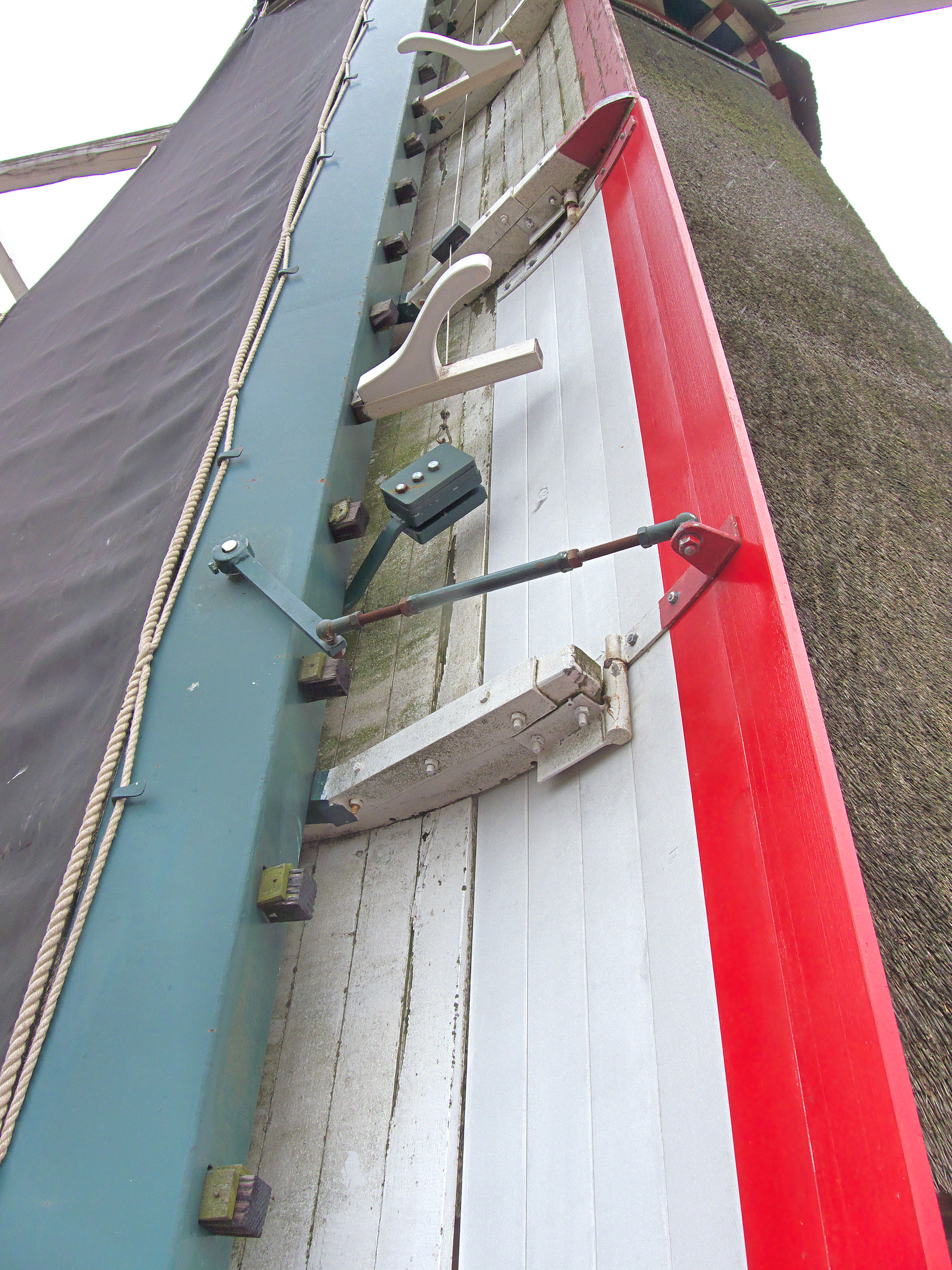
Extra gewicht bij Zwiepse Molen
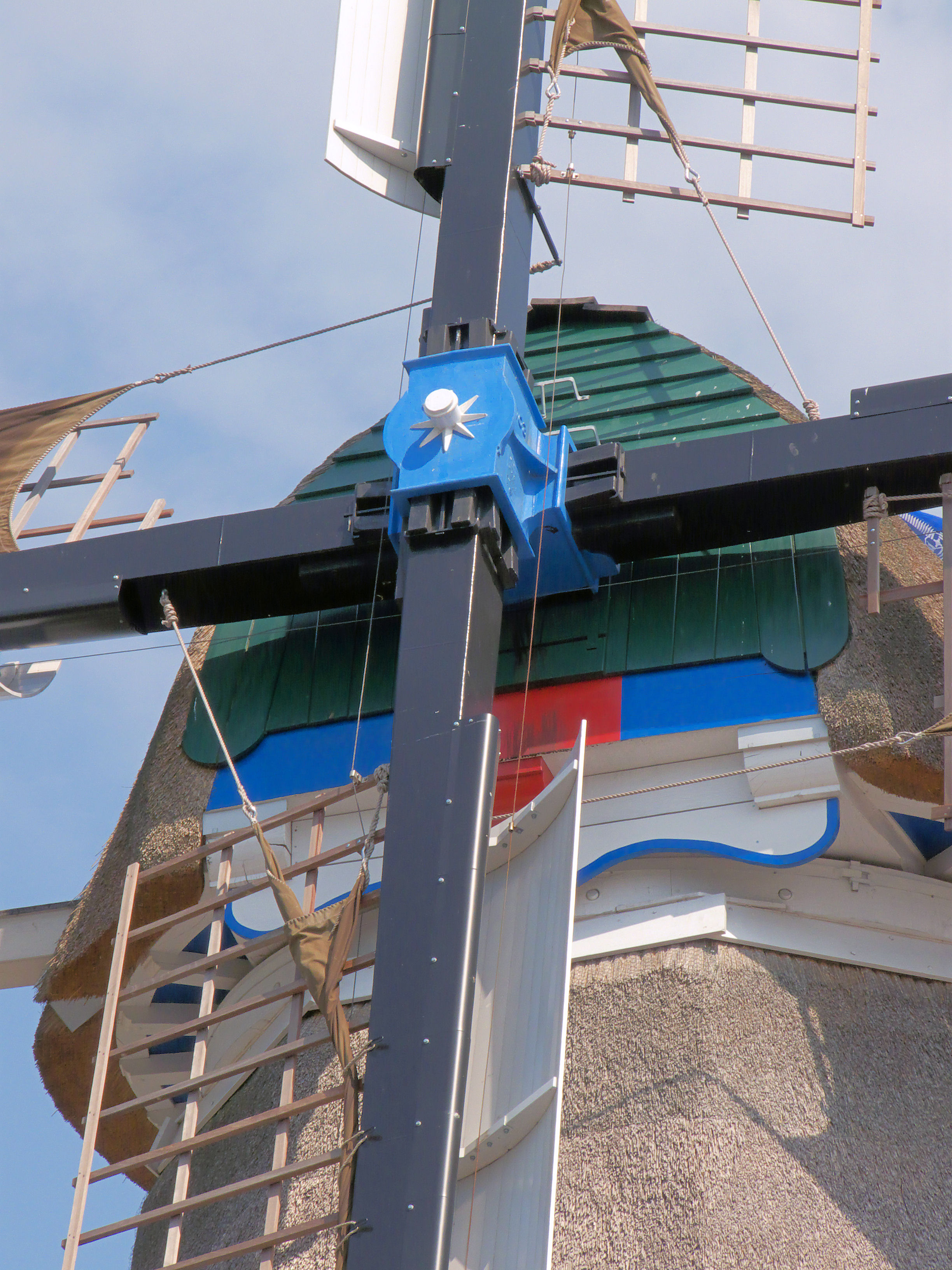
Opzetneus op roe bij De Koe in Ermelo